# John Wesley Harding
John Wesley Harding er Bob Dylans ottende album, udgivet i december 1967 af pladeselskabet Columbia Records. 
Dette album har en mere country-agtig lyd end de tidligere album, og går tilbage til Dylans akustiske rødder i folkemusik efter tre album med elektrisk rock. Teksterne er bl.a. inspireret af tidlig amerikansk historie, kristendom og Bibelen. Albummet indeholder ingen åbenlys psykedelisk musik, som ellers var på sit højeste i 1967, men det psykedeliske element kan siges at bestå i, at Bob Dylan genskriver de skikkelsers historie, han omtaler, på forvansket vis. F.eks. blev kirkefaderen Augustin ikke dræbt eller døde som martyr, sådan som sangen om ham antyder. John Wesley Hardin omtales andetsteds som bandit og ikke som helt, som i Bob Dylans sang, ligesom Hardin staves med "g" på albummet. I sangen "I Pity the Poor Immigrant" omtaler han den gruppe mennesker, som trods alt udgør USA's nuværende befolkning, som ondskabsfulde og mislykkede.
Albummet blev godt modtaget, det fik gode anmeldelser og nåede andenpladsen på albumlisten i USA samt førstepladsen i Storbritannien. Jimi Hendrix fik året efter et stort hit med en coverversion af "All Along the Watchtower".

## Spor
Alle sange skrevet af Bob Dylan.
1. "John Wesley Harding" – 2:57
2. "As I Went Out One Morning" – 2:49
3. "I Dreamed I Saw St. Augustine" – 3:53
4. "All Along the Watchtower" – 2:31
5. "The Ballad of Frankie Lee and Judas Priest" – 5:35
6. "Drifter's Escape" – 2:52
7. "Dear Landlord" – 3:16
8. "I Am a Lonesome Hobo" – 3:19
9. "I Pity the Poor Immigrant" – 4:12
10. "The Wicked Messenger" – 2:03
11. "Down Along the Cove" – 2:23
12. "I'll Be Your Baby Tonight" – 2:35